# Административно-территориальное деление Ставропольского края

## Территориальное устройство
Согласно Закону «Об административно-территориальном устройстве Ставропольского края», субъект РФ включает следующие территориальные единицы:
- 26 районов (Александровский,	Андроповский,	Апанасенковский,	Арзгирский,	Благодарненский,	Будённовский,	Георгиевский,	Грачёвский,	Изобильненский,	Ипатовский,	Кировский,	Кочубеевский,	Красногвардейский,	Курский,	Левокумский,	Минераловодский,	Нефтекумский,	Новоалександровский,	Новоселицкий,	Петровский,	Предгорный,	Советский,	Степновский,	Труновский,	Туркменский,	Шпаковский)
- 26 городских населённых пунктов, в том числе
  - 10 городов краевого значения (Ставрополь, Будённовск, Георгиевск, Ессентуки, Железноводск, Кисловодск, Лермонтов, Минеральные Воды, Невинномысск, Пятигорск)
- 736 сельских населённых пунктов
- 3 внутригородских района г. Ставрополя.

Три города краевого значения — районные центры — законодательно включены в состав районов:
- с 21 октября 2009 года город Минеральные Воды учитывается в составе Минераловодского района[3];
- с 27 июля 2012 года город Будённовск учитывается в составе Будённовского района[4];
- с 7 декабря 2017 года город Георгиевск учитывается в составе Георгиевского района[5][6].

Административным центром Ставропольского края является город Ставрополь.
Согласно законам Ставропольского края, определены административно-территориальные единицы края (с теми же наименованиями и в границах соответствующих муниципальных образований), а также территориальные единицы края (как географические объекты), к которым отнесены районы и населённые пункты.

### Районы и города краевого значения
| №                        | Название                   | Код ОКАТО | Пло- щадь, км² | Население, чел. | Админ. центр            |
| ------------------------ | -------------------------- | --------- | -------------- | --------------- | ----------------------- |
| Районы                   |                            |           |                |                 |                         |
| 1                        | Александровский            | 07 202    | 2014           | ↘46 004         | село Александровское    |
| 2                        | Андроповский               | 07 232    | 2388           | ↘33 193         | село Курсавка           |
| 3                        | Апанасенковский            | 07 205    | 3584           | ↘28 763         | село Дивное             |
| 4                        | Арзгирский                 | 07 207    | 3383           | ↘22 466         | село Арзгир             |
| 5                        | Благодарненский            | 07 210    | 2471           | ↘56 946         | город Благодарный       |
| 6                        | Будённовский               | 07 212    | 3203           | ↘105 937        | город Будённовск        |
| 7                        | Георгиевский               | 07 215    | 1920           | ↘157 087        | город Георгиевск        |
| 8                        | Грачёвский                 | 07 217    | 1794           | ↘37 808         | село Грачёвка           |
| 9                        | Изобильненский             | 07 220    | 1935           | ↘103 379        | город Изобильный        |
| 10                       | Ипатовский                 | 07 222    | 4036           | ↘56 101         | город Ипатово           |
| 11                       | Кировский                  | 07 225    | 1386           | ↘66 163         | город Новопавловск      |
| 12                       | Кочубеевский               | 07 228    | 2363           | ↘77 577         | село Кочубеевское       |
| 13                       | Красногвардейский          | 07 230    | 2236           | ↘35 285         | село Красногвардейское  |
| 14                       | Курский                    | 07 233    | 3694           | ↘52 106         | станица Курская         |
| 15                       | Левокумский                | 07 236    | 4687           | ↘34 569         | село Левокумское        |
| 16                       | Минераловодский            | 07 239    | 1490           | ↘130 145        | город Минеральные Воды  |
| 17                       | Нефтекумский               | 07 241    | 3797           | ↘59 646         | город Нефтекумск        |
| 18                       | Новоалександровский        | 07 243    | 2015           | ↘61 686         | город Новоалександровск |
| 19                       | Новоселицкий               | 07 244    | 1724           | ↘24 280         | село Новоселицкое       |
| 20                       | Петровский                 | 07 246    | 2741           | ↘67 293         | город Светлоград        |
| 21                       | Предгорный                 | 07 248    | 2047           | ↗110 618        | станица Ессентукская    |
| 22                       | Советский                  | 07 250    | 2089           | ↘57 360         | город Зеленокумск       |
| 23                       | Степновский                | 07 252    | 1887           | ↘20 152         | село Степное            |
| 24                       | Труновский                 | 07 254    | 1686           | ↘31 809         | село Донское            |
| 25                       | Туркменский                | 07 256    | 2612           | ↘21 733         | село Летняя Ставка      |
| 26                       | Шпаковский                 | 07 258    | 2363           | ↗167 111        | город Михайловск        |
| Города краевого значения |                            |           |                |                 |                         |
| 1                        | Ставрополь                 | 07 401    |                | ↗563 103        |                         |
| 2                        | Будённовск                 | 07 402    |                | ↘56 258         |                         |
| 3                        | Георгиевск                 | 07 407    |                | ↘61 046         |                         |
| 4                        | Ессентуки, город-курорт    | 07 410    |                | ↗124 038        |                         |
| 5                        | Железноводск, город-курорт | 07 412    |                | ↘21 727         |                         |
| 6                        | Кисловодск, город-курорт   | 07 415    |                | ↘125 931        |                         |
| 7                        | Лермонтов                  | 07 418    |                | ↗23 336         |                         |
| 8                        | Минеральные Воды           | 07 421    |                | ↘68 761         |                         |
| 9                        | Невинномысск               | 07 424    |                | ↘115 826        |                         |
| 10                       | Пятигорск, город-курорт    | 07 427    |                | ↘211 304        |                         |

## Муниципальное устройство
В рамках реформы местного самоуправления к 2006 году в границах территориальных единиц края были созданы муниципальные образования, в том числе 17 городских округов и 16 муниципальных районов, включающих два городских и 166 сельских поселений.
К марту 2020 года все муниципальные районы и входившие в них городские и сельские поселения были упразднены и объединены в муниципальные округа.

### Городские и муниципальные округа
| №                    | Название                  | Флаг | Герб | Площадь, км² | Население, чел. | Административный центр  |
| -------------------- | ------------------------- | ---- | ---- | ------------ | --------------- | ----------------------- |
| Городские округа     |                           |      |      |              |                 |                         |
| 1                    | город Ставрополь          |      |      | 276,69       | ↗563 103        | город Ставрополь        |
| 2                    | Благодарненский           |      |      | 2 471,00     | ↘56 946         | город Благодарный       |
| 3                    | Георгиевский              |      |      | 1 919,77     | ↘157 087        | город Георгиевск        |
| 4                    | город-курорт Ессентуки    |      |      | 50           | ↗124 038        | город Ессентуки         |
| 5                    | город-курорт Железноводск |      |      | 93,13        | ↘21 727         | город Железноводск      |
| 6                    | Изобильненский            |      |      | 1 935,18     | ↘103 379        | город Изобильный        |
| 7                    | Ипатовский                |      |      | 4 035,75     | ↘56 101         | город Ипатово           |
| 8                    | Кировский                 |      |      | 1 386,00     | ↘66 163         | город Новопавловск      |
| 9                    | город-курорт Кисловодск   |      |      | 71,83        | ↘125 931        | город Кисловодск        |
| 10                   | город Лермонтов           |      |      | 30,78        | ↗23 336         | город Лермонтов         |
| 11                   | Минераловодский           |      |      | 1 443        | ↘130 145        | город Минеральные Воды  |
| 12                   | город Невинномысск        |      |      | 100,397      | ↘115 826        | город Невинномысск      |
| 13                   | Нефтекумский              |      |      | 3 797,00     | ↘59 646         | город Нефтекумск        |
| 14                   | Новоалександровский       |      |      | 2 015,00     | ↘61 686         | город Новоалександровск |
| 15                   | Петровский                |      |      | 2 741,00     | ↘67 293         | город Светлоград        |
| 16                   | город-курорт Пятигорск    |      |      | 103,7        | ↘211 304        | город Пятигорск         |
| 17                   | Советский                 |      |      | 2 090,00     | ↘57 360         | город Зеленокумск       |
| Муниципальные округа |                           |      |      |              |                 |                         |
| 1                    | Александровский           |      |      | 2 014        | ↘46 004         | село Александровское    |
| 2                    | Андроповский              |      |      | 2 388        | ↘33 193         | село Курсавка           |
| 3                    | Апанасенковский           |      |      | 3 584        | ↘28 763         | село Дивное             |
| 4                    | Арзгирский                |      |      | 3 383        | ↘22 466         | село Арзгир             |
| 5                    | Будённовский              |      |      | 3 203        | ↘105 937        | город Будённовск        |
| 6                    | Грачёвский                |      |      | 1 794        | ↘37 808         | село Грачёвка           |
| 7                    | Кочубеевский              |      |      | 2 363        | ↘77 577         | село Кочубеевское       |
| 8                    | Красногвардейский         |      |      | 2 236        | ↘35 285         | село Красногвардейское  |
| 9                    | Курский                   |      |      | 3 694        | ↘52 106         | станица Курская         |
| 10                   | Левокумский               |      |      | 4 687        | ↘34 569         | село Левокумское        |
| 11                   | Новоселицкий              |      |      | 1 724        | ↘24 280         | село Новоселицкое       |
| 12                   | Предгорный                |      |      | 2 047        | ↗110 618        | станица Ессентукская    |
| 13                   | Степновский               |      |      | 1 887        | ↘20 152         | село Степное            |
| 14                   | Труновский                |      |      | 1 686        | ↘31 809         | село Донское            |
| 15                   | Туркменский               |      |      | 2 612        | ↘21 733         | село Летняя Ставка      |
| 16                   | Шпаковский                |      |      | 2 363        | ↗167 111        | город Михайловск        |

### Карта
| Центры городских округов выделены жирным шрифтом. Неодноимённые им городские округа подписаны красным. Неодноимённые центрам муниципальные округа подписаны зелёным. |                            |
| Численность населения центров (при наведении на метку отображается реальная численность населения населённых пунктов):                                               |                            |
| | Ставрополь, 562 964 чел.   |
| | от 100 000 до 400 000 чел. |
| | от 50 000 до 100 000 чел.  |
| | от 20 000 до 50 000 чел.   |
| | от 10 000 до 20 000 чел.   |
| | от 1 000 до 10 000 чел.    |

## Соотношение территориального, административного и муниципального устройства
| Территориальные единицы                                                                | Территориальные единицы | Административно-территориальные единицы и муниципальные образования | Административно-территориальные единицы и муниципальные образования |
| Тип                                                                                    | Кол-во                  | Тип                                                                 | Кол-во                                                              |
| районы                                                                                 | 26                      | городские округа муниципальные округа                               | 17 16                                                               |
| города — краевого значения - в том числе в составе районов                             | 19 — 10 — 3             | городские округа муниципальные округа                               | 17 16                                                               |
| посёлки (городского типа) — в подчинении городов краевого значения — в составе районов | 7 — 3 — 4               | городские округа муниципальные округа                               | 17 16                                                               |
| сельские населённые пункты                                                             | 736                     | городские округа муниципальные округа                               | 17 16                                                               |

Обозначения:
- города краевого значения выделены розовым цветом;
- городские округа выделены оранжевым цветом;
- муниципальные округа выделены светло-серым цветом.

### Соотношение на верхнем уровне
| Соотношение территориальных, административно-территориальных единиц и муниципальных образований |        |                                                                    |        |
| территориальные единицы                                                                         | ОКАТО  | административно-территориальные единицы, муниципальные образования | ОКТМО  |
| Александровский район                                                                           | 07 202 | Александровский муниципальный округ                                | 07 502 |
| Андроповский район                                                                              | 07 232 | Андроповский муниципальный округ                                   | 07 503 |
| Апанасенковский район                                                                           | 07 205 | Апанасенковский муниципальный округ                                | 07 507 |
| Арзгирский район                                                                                | 07 207 | Арзгирский муниципальный округ                                     | 07 507 |
| Благодарненский район                                                                           | 07 210 | Благодарненский городской округ                                    | 07 705 |
| Будённовский район                                                                              | 07 212 | Будённовский муниципальный округ                                   | 07 512 |
| в том числе Будённовск                                                                          | 07 402 | Будённовский муниципальный округ                                   | 07 512 |
| Георгиевский район                                                                              | 07 215 | Георгиевский городской округ                                       | 07 707 |
| в том числе Георгиевск                                                                          | 07 407 | Георгиевский городской округ                                       | 07 707 |
| Грачёвский район                                                                                | 07 217 | Грачёвский муниципальный округ                                     | 07 517 |
| Ессентуки                                                                                       | 07 410 | город-курорт Ессентуки                                             | 07 710 |
| Железноводск                                                                                    | 07 412 | город-курорт Железноводск                                          | 07 712 |
| Изобильненский район                                                                            | 07 220 | Изобильненский городской округ                                     | 07 713 |
| Ипатовский район                                                                                | 07 222 | Ипатовский городской округ                                         | 07 714 |
| Кировский район                                                                                 | 07 225 | Кировский городской округ                                          | 07 716 |
| Кисловодск                                                                                      | 07 415 | город-курорт Кисловодск                                            | 07 715 |
| Кочубеевский район                                                                              | 07 228 | Кочубеевский муниципальный округ                                   | 07 528 |
| Красногвардейский район                                                                         | 07 230 | Красногвардейский муниципальный округ                              | 07 530 |
| Курский район                                                                                   | 07 233 | Курский муниципальный округ                                        | 07 533 |
| Левокумский район                                                                               | 07 236 | Левокумский муниципальный округ                                    | 07 536 |
| Лермонтов                                                                                       | 07 418 | город Лермонтов                                                    | 07 718 |
| Минераловодский район                                                                           | 07 239 | Минераловодский городской округ                                    | 07 721 |
| в том числе Минеральные Воды                                                                    | 07 421 | Минераловодский городской округ                                    | 07 721 |
| Невинномысск                                                                                    | 07 424 | город Невинномысск                                                 | 07 724 |
| Нефтекумский район                                                                              | 07 241 | Нефтекумский городской округ                                       | 07 725 |
| Новоалександровский район                                                                       | 07 243 | Новоалександровский городской округ                                | 07 726 |
| Новоселицкий район                                                                              | 07 244 | Новоселицкий муниципальный округ                                   | 07 544 |
| Петровский район                                                                                | 07 246 | Петровский городской округ                                         | 07 731 |
| Предгорный район                                                                                | 07 248 | Предгорный муниципальный округ                                     | 07 548 |
| Пятигорск                                                                                       | 07 427 | город-курорт Пятигорск                                             | 07 727 |
| Советский район                                                                                 | 07 250 | Советский городской округ                                          | 07 735 |
| Ставрополь                                                                                      | 07 401 | город Ставрополь                                                   | 07 701 |
| Степновский район                                                                               | 07 252 | Степновский муниципальный округ                                    | 07 552 |
| Труновский район                                                                                | 07 254 | Труновский муниципальный округ                                     | 07 554 |
| Туркменский район                                                                               | 07 256 | Туркменский муниципальный округ                                    | 07 556 |
| Шпаковский район                                                                                | 07 258 | Шпаковский муниципальный округ                                     | 07 558 |

### Соотношение на нижнем уровне

#### Городские округа, образованные в границах городов краевого значения

##### город Ставрополь
| городской округ город Ставрополь | город Ставрополь Территориальное устройство: 1. город Ставрополь (административный центр) 1. Ленинский район 2. Октябрьский район 3. Промышленный район 2. хутор Грушёвый |

##### город-курорт Ессентуки
| городской округ город-курорт Ессентуки | город-курорт Ессентуки - город Ессентуки (административный центр) |

##### город-курорт Железноводск
| городской округ город-курорт Железноводск | город-курорт Железноводск Территориальное устройство: 1. город Железноводск (административный центр) 2. посёлок (городской населённый пункт) Иноземцево |

##### город-курорт Кисловодск
| городской округ город-курорт Кисловодск | город-курорт Кисловодск Территориальное устройство: 1. город Кисловодск (административный центр) 2. посёлок Аликоновка 3. посёлок Белореченский 4. посёлок Высокогорный 5. посёлок Зеленогорский 6. посёлок Индустрия 7. посёлок Левоберёзовский 8. посёлок Луначарский 9. посёлок Нарзанный 10. посёлок Новокисловодский 11. посёлок Правоберёзовский |

##### город Лермонтов
| городской округ город Лермонтов | город Лермонтов Территориальное устройство: 1. город Лермонтов 2. село Острогорка |

##### город Невинномысск
| городской округ город Невинномысск | город Невинномысск - город Невинномысск (административный центр) |

##### город-курорт Пятигорск
| город-курорт Пятигорск | город-курорт Пятигорск Территориальное устройство: 1. город Пятигорск (административный центр) 2. посёлок (городской населённый пункт) Горячеводский 3. посёлок (городской населённый пункт) Свободы 4. село Золотушка 5. село Привольное 6. станица Константиновская 7. посёлок Нижнеподкумский 8. посёлок Средний Подкумок |

#### Муниципальные районы, городские и сельские поселения, существовавшие до 2020 года
Сельсоветам соответствовали муниципальные образования в статусе сельских поселений, перечень которых приводится ниже по районам (ряд сельсоветов включают только один населённый пункт, поэтому соответствующее сельское поселение имеет в своём названии тип населённого пункта: «село», «посёлок», «станица», «хутор», «аул»).
Городам и посёлкам городского типа (рабочим посёлкам) соответствовали муниципальные образования в статусе городских поселений, которые ниже в списках выделены жирным шрифтом.
На территориях 26 районов в рамках муниципального устройства существовали одноимённые муниципальные районы со всеми входившими в их состав сельскими и городскими поселениями, которые были упразднены и преобразованы в городские и муниципальные округа. Соответствующие территориальные единицы (города краевого значения, районы) сохранили свои статусы в рамках административно-территориального устройства края. В ОКАТО также не отражено упразднение соответствующих сельсоветов, помимо того, отличаются названия некоторых сельсоветов.

##### Александровский район
- Административный центр — село Александровское

Сельсоветы (сельские поселения):
1. село Грушевское (в ОКАТО: Грушевский сельсовет)
2. село Северное (в ОКАТО: Северный сельсовет)
3. Александровский сельсовет
4. Калиновский сельсовет
5. Круглолесский сельсовет
6. Новокавказский сельсовет
7. Саблинский сельсовет
8. Средненский сельсовет

16 марта 2020 года Александровский муниципальный район преобразован в муниципальный округ, все сельские поселения упразднены.

##### Андроповский район
- Административный центр — село Курсавка

Сельсоветы (сельские поселения):
1. станица Воровсколесская (в ОКАТО: Воровсколесский сельсовет)
2. село Крымгиреевское (в ОКАТО: Крымгиреевский сельсовет)
3. село Султан (в ОКАТО: Султанский сельсовет)
4. Водораздельный сельсовет
5. Казинский сельсовет
6. Красноярский сельсовет
7. Курсавский сельсовет
8. Куршавский сельсовет
9. Новоянкульский сельсовет
10. Солуно-Дмитриевский сельсовет
11. Янкульский сельсовет

16 марта 2020 года Андроповский муниципальный район преобразован в муниципальный округ, все сельские поселения упразднены.

##### Апанасенковский район
- Административный центр — село Дивное

Сельсоветы (сельские поселения):
1. село Апанасенковское (в ОКАТО: Апанасенковский сельсовет)
2. село Белые Копани (в ОКАТО: Белокопанский сельсовет)
3. село Воздвиженское (в ОКАТО: Воздвиженский сельсовет)
4. село Вознесеновское (в ОКАТО: Вознесеновский сельсовет)
5. село Дивное (в ОКАТО: Дивенский сельсовет)
6. село Киевка (в ОКАТО: Киевский сельсовет)
7. село Малая Джалга (в ОКАТО: Малоджалгинский сельсовет)
8. село Манычское (в ОКАТО: Манычский сельсовет)
9. село Рагули (в ОКАТО: Рагулинский сельсовет)
10. Айгурский сельсовет
11. Дербетовский сельсовет

16 марта 2020 года Апанасенковский муниципальный район преобразован в муниципальный округ, все сельские поселения упразднены

##### Арзгирский район
- Административный центр — село Арзгир

Сельсоветы (сельские поселения):
1. село Каменная Балка (в ОКАТО: Каменно-Балковский сельсовет)
2. село Петропавловское (в ОКАТО: Петропавловский сельсовет)
3. село Родниковское (в ОКАТО: Родниковский сельсовет)
4. село Садовое (в ОКАТО: Садовский сельсовет)
5. село Серафимовское (в ОКАТО: Серафимовский сельсовет)
6. Арзгирский сельсовет
7. Новоромановский сельсовет
8. Чограйский сельсовет

16 марта 2020 года Арзгирский муниципальный район преобразован в муниципальный округ, все сельские поселения упразднены.

##### Благодарненский район
- Административный центр — город Благодарный

Городское поселение:
1. город Благодарный

Сельсоветы (сельские поселения):
1. село Алексеевское (в ОКАТО: Алексеевский сельсовет)
2. хутор Большевик (в ОКАТО: Большевистский сельсовет)
3. село Бурлацкое (в ОКАТО: Бурлацкий сельсовет)
4. село Елизаветинское (в ОКАТО: Елизаветинский сельсовет)
5. село Мирное (в ОКАТО: Мирнинский сельсовет)
6. село Сотниковское (в ОКАТО: Сотниковский сельсовет)
7. село Спасское (в ОКАТО: Спасский сельсовет)
8. село Шишкино (в ОКАТО: Шишкинский сельсовет)
9. аул Эдельбай (в ОКАТО: Эдельбайский сельсовет)
10. Александрийский сельсовет
11. Каменнобалковский сельсовет
12. Красноключевский сельсовет
13. Ставропольский сельсовет

1 мая 2017 года городское и все сельские поселения бывшего Благодарненского муниципального района упразднены и объединены в Благодарненский городской округ.

##### Будённовский район
- Административный центр — город Будённовск

Городское поселение:
1. город Будённовск (на уровне территориального устройства город краевого значения)

Сельсоветы (сельские поселения):
1. село Архангельское (в ОКАТО: Архангельский сельсовет)
2. село Прасковея (в ОКАТО: Прасковейский сельсовет)
3. село Толстово-Васюковское (в ОКАТО: Толстово-Васюковский сельсовет)
4. Архиповский сельсовет
5. Искровский сельсовет
6. Краснооктябрьский сельсовет
7. Новожизненский сельсовет
8. Орловский сельсовет
9. Покойненский сельсовет
10. Преображенский сельсовет
11. Стародубский сельсовет
12. Терский сельсовет
13. Томузловский сельсовет

Законом Ставропольского края от 1 июля 2010 года № 46-кз Будённовск был лишён статуса городского округа и включён в состав Будённовского муниципального района в качестве городского поселения, это преобразование сопровождалось включением Будённовска в соответствующий территориальный район, статус города краевого значения был сохранён.
16 марта 2020 года Будённовский муниципальный район преобразован в муниципальный округ, городское и сельские поселения упразднены.

##### Георгиевский район
- Административный центр — город Георгиевск

Сельсоветы (сельские поселения):
1. станица Георгиевская (в ОКАТО: Георгиевский сельсовет)
2. село Краснокумское (в ОКАТО: Краснокумский сельсовет)
3. станица Лысогорская (в ОКАТО: Лысогорский сельсовет)
4. село Новозаведенное (в ОКАТО: Новозаведенский сельсовет)
5. посёлок Новый (в ОКАТО: Новинский сельсовет)
6. село Обильное (в ОКАТО: Обильненский сельсовет)
7. станица Подгорная (в ОКАТО: Подгорненский сельсовет)
8. Александрийский сельсовет
9. Балковский сельсовет
10. Крутоярский сельсовет
11. Незлобненский сельсовет
12. Ульяновский сельсовет
13. Урухский сельсовет
14. Шаумяновский сельсовет

1 июня 2017 года городской округ город Георгиевск и все муниципальные образования Георгиевского муниципального района были упразднены и объединены в Георгиевский городской округ, на уровне территориального устройства Георгиевск был включён в территориальный район, статус города краевого значения сохранён.

##### Грачёвский район
- Административный центр — село Грачёвка

Сельсоветы (сельские поселения):
1. село Бешпагир (в ОКАТО: Бешпагирский сельсовет)
2. село Тугулук (в ОКАТО: Тугулукский сельсовет)
3. Грачевский сельсовет
4. Красный сельсовет (в ОКАТО: Красносельский сельсовет)
5. Кугультинский сельсовет
6. Сергиевский сельсовет
7. Спицевский сельсовет
8. Старомарьевский сельсовет

16 марта 2020 года Грачёвский муниципальный район преобразован в муниципальный округ, все сельские поселения упразднены.

##### Изобильненский район
- Административный центр — город Изобильный

Городские поселения:
1. город Изобильный
2. посёлок Рыздвяный
3. посёлок Солнечнодольск

Сельсоветы (сельские поселения):
1. станица Баклановская (в ОКАТО: Баклановский сельсовет)
2. станица Новотроицкая (в ОКАТО: Новотроицкий сельсовет)
3. село Птичье (в ОКАТО: Птиченский сельсовет)
4. хутор Спорный (в ОКАТО: Спорненский сельсовет)
5. село Тищенское (в ОКАТО: Тищенский сельсовет)
6. Каменнобродский сельсовет
7. Московский сельсовет
8. Новоизобильненский сельсовет
9. Передовой сельсовет
10. Подлужненский сельсовет
11. Рождественский сельсовет
12. Староизобильненский сельсовет

1 мая 2017 года все городские и сельские поселения бывшего Изобильненского муниципального района были упразднены и объединены в Изобильненский городской округ.

##### Ипатовский район
- Административный центр — город Ипатово

Городское поселение:
1. город Ипатово

Сельсоветы (сельские поселения):
1. село Большая Джалга (в ОКАТО: Большеджалгинский сельсовет)
2. село Бурукшун (в ОКАТО: Бурукшунский сельсовет)
3. Большевистский сельсовет
4. Винодельненский сельсовет
5. Добровольно-Васильевский сельсовет
6. Золотаревский сельсовет
7. Кевсалинский сельсовет
8. Красочный сельсовет
9. Леснодачненский сельсовет
10. Лиманский сельсовет
11. Мало-Барханчакский сельсовет
12. Октябрьский сельсовет
13. Первомайский сельсовет
14. Советскорунный сельсовет
15. Тахтинский сельсовет

1 мая 2017 года городское и все сельские поселения бывшего Ипатовского муниципального района были упразднены и объединены в Ипатовский городской округ.

##### Кировский район
- Административный центр — город Новопавловск

Городское поселение:
1. город Новопавловск

Сельсоветы (сельские поселения):
1. станица Марьинская (в ОКАТО: Марьинский сельсовет)
2. посёлок Фазанный (в ОКАТО: Фазанный сельсовет)
3. Горнозаводской сельсовет
4. Зольский сельсовет
5. Комсомольский сельсовет
6. Новосредненский сельсовет
7. Орловский сельсовет
8. Советский сельсовет
9. Старопавловский сельсовет

1 мая 2017 года все сельские и городское поселения бывшего Кировского муниципального района были упразднены и объединены в Кировский городской округ.

##### Кочубеевский район
- Административный центр — село Кочубеевское

Сельсоветы (сельские поселения):
1. станица Беломечётская (в ОКАТО: Беломечётский сельсовет)
2. село Кочубеевское (в ОКАТО: Кочубеевский сельсовет)
3. Балахоновский сельсовет
4. Барсуковский сельсовет
5. Васильевский сельсовет
6. Вревский сельсовет
7. Георгиевский сельсовет
8. Заветненский сельсовет
9. Ивановский сельсовет
10. Казьминский сельсовет
11. Мищенский сельсовет
12. Надзорненский сельсовет
13. Новодеревенский сельсовет
14. Стародворцовский сельсовет
15. Усть-Невинский сельсовет

16 марта 2020 года Кочубеевский муниципальный район преобразован в Кочубеевский муниципальный округ, все сельские поселения упразднены.

##### Красногвардейский район
- Административный центр — село Красногвардейское

Сельсоветы (сельские поселения):
1. село Дмитриевское (в ОКАТО: Дмитриевский сельсовет)
2. село Красногвардейское (в ОКАТО: Красногвардейский сельсовет)
3. село Ладовская Балка (в ОКАТО: Лад-Балковский сельсовет)
4. село Новомихайловское (в ОКАТО: Новомихайловский сельсовет)
5. село Покровское (в ОКАТО: Покровский сельсовет)
6. село Преградное (в ОКАТО: Преградненский сельсовет)
7. Коммунаровский сельсовет
8. Медвеженский сельсовет
9. Привольненский сельсовет
10. Родыковский сельсовет
11. Штурмовский сельсовет

16 марта 2020 года Красногвардейский муниципальный район преобразован в муниципальный округ, все сельские поселения упразднены.

##### Курский район
- Административный центр — станица Курская

Сельсоветы (сельские поселения):
1. станица Стодеревская (в ОКАТО: Стодеревский сельсовет)
2. село Эдиссия (в ОКАТО: Эдиссийский сельсовет)
3. Балтийский сельсовет
4. Галюгаевский сельсовет
5. Кановский сельсовет
6. Курский сельсовет
7. Мирненский сельсовет
8. Полтавский сельсовет
9. Ростовановский сельсовет
10. Рощинский сельсовет
11. Русский сельсовет
12. Серноводский сельсовет

16 марта 2020 года Курский муниципальный район преобразован в муниципальный округ, все сельские поселения упразднены.

##### Левокумский район
- Административный центр — село Левокумское

Сельсоветы (сельские поселения):
1. село Левокумское (в ОКАТО: Левокумский сельсовет)
2. посёлок Новокумский (в ОКАТО: Новокумский сельсовет)
3. село Правокумское (в ОКАТО: Правокумский сельсовет)
4. село Приозерское (в ОКАТО: Приозерский сельсовет)
5. село Урожайное (в ОКАТО: Урожайный сельсовет)
6. Бургун-Маджарский сельсовет
7. Величаевский сельсовет
8. Владимировский сельсовет
9. Заринский сельсовет
10. Николо-Александровский сельсовет
11. Турксадский сельсовет

16 марта 2020 года Левокумский муниципальный район преобразован в муниципальный округ, все сельские поселения упразднены.

##### Минераловодский район
- Административный центр — город Минеральные Воды

Городские поселения:
1. посёлок Анджиевский
2. город Минеральные Воды (на уровне территориального устройства город краевого значения)

Сельские поселения (сельсоветы):
1. село Греческое (в ОКАТО: Греческий сельсовет)
2. село Нагутское (в ОКАТО: Нагутский сельсовет)
3. Гражданский сельсовет
4. Левокумский сельсовет
5. Ленинский сельсовет
6. Марьино-Колодцевский сельсовет
7. Нижнеалександровский сельсовет
8. Первомайский сельсовет
9. Перевальненский сельсовет
10. Побегайловский сельсовет
11. Прикумский сельсовет
12. Розовский сельсовет
13. Ульяновский сельсовет

В мае 2015 года городские и сельские поселения бывшего Минераловодского муниципального района были упразднены и объединены в Минераловодский городской округ.

##### Нефтекумский район
- Административный центр — город Нефтекумск

Городские поселения:
1. посёлок Затеречный
2. город Нефтекумск

Сельсоветы (сельские поселения):
1. село Ачикулак (в ОКАТО: Ачикулакский сельсовет)
2. Закумский сельсовет
3. Зимнеставочный сельсовет
4. Зункарский сельсовет
5. Кара-Тюбинский сельсовет
6. Каясулинский сельсовет
7. Махмуд-Мектебский сельсовет
8. Новкус-Артезианский сельсовет
9. Озек-Суатский сельсовет
10. Тукуй-Мектебский сельсовет

1 мая 2017 года все городские и сельские поселения бывшего Нефтекумского муниципального района были упразднены и объединены в Нефтекумский городской округ.

##### Новоалександровский район
- Административный центр — город Новоалександровск

Городские поселения:
1. город Новоалександровск

Сельсоветы (сельские поселения):
1. станица Кармалиновская (в ОКАТО: Кармалиновский сельсовет)
2. станица Расшеватская (в ОКАТО: Расшеватский сельсовет)
3. Горьковский сельсовет
4. Григорополисский сельсовет
5. Краснозоринский сельсовет
6. Красночервонный сельсовет (в ОКАТО: Червонный сельсовет)
7. Присадовый сельсовет
8. Радужский сельсовет
9. Раздольненский сельсовет
10. Светлинский сельсовет
11. Темижбекский сельсовет

1 мая 2017 года городское и все сельские поселения бывшего Новоалександровского муниципального района были упразднены и объединены в Новоалександровский городской округ.

##### Новоселицкий район
- Административный центр — село Новоселицкое

Сельсоветы (сельские поселения):
1. село Долиновка (в ОКАТО: Долиновский сельсовет)
2. село Китаевское (в ОКАТО: Китаевский сельсовет)
3. село Новоселицкое (в ОКАТО: Новоселицкий сельсовет)
4. село Падинское (в ОКАТО: Падинский сельсовет)
5. село Чернолесское (в ОКАТО: Чернолесский сельсовет)
6. посёлок Щелкан (в ОКАТО: Щелканный сельсовет)
7. Журавский сельсовет
8. Новомаякский сельсовет

16 марта 2020 года Новоселицкий муниципальный район преобразован в муниципальный округ, все сельские поселения упразднены.

##### Петровский район
- Административный центр — город Светлоград

Городское поселение:
1. город Светлоград

Сельсоветы (сельские поселения):
1. село Благодатное (в ОКАТО: Благодатненский сельсовет)
2. село Гофицкое (в ОКАТО: Гофицкий сельсовет)
3. село Николина Балка (в ОКАТО: Николино-Балковский сельсовет)
4. село Сухая Буйвола (в ОКАТО: Сухо-Буйволинский сельсовет)
5. село Шведино (в ОКАТО: Швединский сельсовет)
6. Высоцкий сельсовет
7. Дон-Балковский сельсовет
8. Константиновский сельсовет
9. Прикалаусский сельсовет
10. Просянский сельсовет
11. Рогато-Балковский сельсовет
12. Шангалинский сельсовет

1 мая 2017 года городское и все сельские поселения бывшего Петровского муниципального района были упразднены и объединены в Петровский городской округ.

##### Предгорный район
- Административный центр — станица Ессентукская

Сельсоветы (сельские поселения):
1. станица Бекешевская (в ОКАТО: Бекешевский сельсовет)
2. станица Боргустанская (в ОКАТО: Боргустанский сельсовет)
3. посёлок Мирный (в ОКАТО: Мирненский сельсовет)
4. Винсадский сельсовет
5. Ессентукский сельсовет
6. Нежинский сельсовет
7. Новоблагодарненский сельсовет
8. Подкумский сельсовет
9. Пригородный сельсовет
10. Пятигорский сельсовет
11. Суворовский сельсовет
12. Тельмановский сельсовет
13. Этокский сельсовет
14. Юцкий сельсовет
15. Яснополянский сельсовет

16 марта 2020 года Предгорный муниципальный район преобразован в муниципальный округ, все сельские поселения упразднены. В июне 2020 года в состав города-курорта Кисловодска были переданы населённые пункты Предгорного района (муниципального округа) посёлки Высокогорный, Левоберёзовский и Правоберёзовский.

##### Советский район
- Административный центр — город Зеленокумск

Городское поселение:
1. город Зеленокумск

Сельсоветы (сельские поселения):
1. село Горькая Балка (в ОКАТО: Горько-Балковский сельсовет)
2. село Отказное (в ОКАТО: Отказненский сельсовет)
3. Восточный сельсовет
4. Нинский сельсовет
5. Правокумский сельсовет
6. Солдато-Александровский сельсовет

1 мая 2017 года городское и все сельские поселения бывшего Советского муниципального района были упразднены и объединены в Советский городской округ.

##### Степновский район
- Административный центр — село Степное

Сельсоветы (сельские поселения):
1. село Соломенское (в ОКАТО: Соломенский сельсовет)
2. Богдановский сельсовет
3. Варениковский сельсовет
4. Верхнестепновский сельсовет
5. Иргаклинский сельсовет
6. Ольгинский сельсовет
7. Степновский сельсовет

16 марта 2020 года Степновский муниципальный район преобразован в муниципальный округ, все сельские поселения упразднены.

##### Труновский район
- Административный центр — село Донское

Сельсоветы (сельские поселения):
1. село Новая Кугульта (в ОКАТО: Новокугультинский сельсовет)
2. село Подлесное (в ОКАТО: Подлесненский сельсовет)
3. Безопасненский сельсовет
4. Донской сельсовет
5. Кировский сельсовет
6. Труновский сельсовет

16 марта 2020 года Труновский муниципальный район преобразован в муниципальный округ, все сельские поселения упразднены.

##### Туркменский район
- Административный центр — село Летняя Ставка

Сельсоветы (сельские поселения):
1. село Казгулак (в ОКАТО: Казгулакский сельсовет)
2. село Камбулат (в ОКАТО: Камбулатский сельсовет)
3. село Малые Ягуры (в ОКАТО: Малоягурский сельсовет)
4. Владимировский сельсовет
5. Кендже-Кулакский сельсовет
6. Красноманычский сельсовет
7. Куликово-Копанский сельсовет
8. Кучерлинский сельсовет
9. Летнеставочный сельсовет
10. Новокучерлинский сельсовет
11. Овощинский сельсовет

16 марта 2020 года Туркменский муниципальный район преобразован в муниципальный округ, все сельские поселения упразднены.

##### Шпаковский район
- Административный центр — город Михайловск

Городское поселение:
1. город Михайловск

Сельсоветы (сельские поселения):
1. станица Новомарьевская (в ОКАТО: Новомарьевский сельсовет)
2. Верхнерусский сельсовет
3. Дёминский сельсовет
4. Дубовский сельсовет
5. Казинский сельсовет
6. Надеждинский сельсовет
7. Пелагиадский сельсовет
8. Сенгилеевский сельсовет
9. Татарский сельсовет
10. Темнолесский сельсовет
11. Цимлянский сельсовет

16 марта 2020 года Шпаковский муниципальный район преобразован в муниципальный округ, городское и сельские поселения упразднены.

## История
На 1 апреля 1941 года Орджоникидзевский край включал Александрийско-Обиленский, Александровский, Апанасенковский, Аполлонский, Арзгирский, Архангельский, Благодарненский, Будённовский, Бурлацкий, Воронцово-Александровский, Ворошиловский, Георгиевский, Горячеводский, Гофицкий, Дмитриевский, Егорлыкский, Изобильненский, Ипатовский, Курсавский, Курский, Левокумский, Либкнехтовский, Минераловодский, Моздокский, Молотовский, Нагутский, Наурский, Невинномысский, Новоалександровский, Новоселицкий, Петровский, Спицевский, Советский, Солдато-Александровский, Старомарьевский, Степновский, Суворовский, Труновский, Туркменский и Шпаковский районы; города краевого подчинения Ворошиловск, Ессентуки, Железноводск, Кисловодск и Пятигорск; а также Карачаевскую АО, Черкесскую АО и Кизлярский округ.
12 января 1943 года Орджоникидзевский край был переименован в Ставропольский, а город Ворошиловск — в Ставрополь.
12 октября 1943 года Карачаевская АО была упразднена, а её территория разделена между Краснодарским краем, Грузинской ССР, Черкесской АО и Ставропольским краем (в его прямое подчинение перешли Зеленчукский и Усть-Джегутинский районы).
7 марта 1944 года на части территории упразднённой Чечено-Ингушской АССР был образован Грозненский округ, вошедший в состав Ставропольского края, но уже 22 марта он был преобразован в Грозненскую область, к которой отошли также Кизлярский округ и Наурский район Ставропольского края.
8 апреля 1944 года Моздокский район был передан из Ставропольского края в Северо-Осетинскую АССР. Также в первой половине 1940-х годов был образован Кисловодский район.
В 1951 году образован Черноземельский район.
В 1952 году из Астраханской области в Ставропольский край был передан Степновский район (при этом переименован в Степной) и город Степной, получивший статус города краевого подчинения.
В 1953 году были упразднены Александрийско-Обиленский, Архангельский, Бурлацкий, Горячеводский, Гофицкий, Егорлыкский, Кисловодский, Нагутский, Советский, Солдато-Александровский и Старомарьевский районы.
В 1955 году из Грузинской ССР в Ставропольский край были переданы Клухорский район и город Клухори, отнесённый к городам краевого подчинения.
В 1956 году были упразднены Либкнехтовский и Туркменский районы. Город Минеральные воды отнесён к городам краевого подчинения.
В 1957 году из упразднённой Грозненской области в состав Ставропольского края были переданы Ачикулакский и Каясулинский районы. В составе края была образована Калмыцкая АО, в состав которой из краевого подчинения были переданы Степной и Черноземельский районы и город краевого подчинения Степной. Черкесская АО была преобразована в Карачаево-Черкесскую АО, при этом из краевого подчинения в её состав были переданы районы Зеленчукский, Клухорский (при этом переименован в Карачаевский) и Усть-Джегутинский, а также город Клухори. Упразднены Дмитриевский и Суворовский районы. Молотовский район переименован в Красногвардейский, Будённовский — в Прикумский, а Ворошиловский — в Михайловский. Пгт Лермонтовский преобразован в город краевого подчинения.
В 1958 году Калмыцкая АО была преобразована в АССР и выведена из состава Ставропольского края. Спицевский район был переименован в Старомарьевский. Упразднены Каясулинский, Новоселицкий, Степновский и Шпаковский районы. В 1959 году Старомарьевский район был переименован в Шпаковский, а Невинномысский район — в Кочубеевский. Образован Предгорный район. Город Невинномысск отнесён к городам краевого подчинения.
В 1960 году город Георгиевск отнесён к городам краевого подчинения. В 1962 году город Прикумск отнесён к городам краевого подчинения.
В 1963 году были упразднены Аполлонский, Арзгирский, Ачикулакский, Курсавский, Михайловский, Предгорный, Новоалександровский и Труновский районы. Александровский, Апанасенковский, Благодарненский, Георгиевский, Изобильненский, Ипатовский, Кочубеевский, Красногвардейский, Курский, Левокумский, Минераловодский, Петровский, Прикумский, Советский (бывший Воронцово-Александровский) и Шпаковский районы были преобразованы в сельские районы. Образован Нефтекумский промышленный район. В 1964 году образованы Арзгирский и Новоалександровский сельские районы.
В 1965 году Нефтекумский промышленный район был упразднён. Все сельские районы преобразованы в обычные районы. Образованы Нефтекумский и Предгорный районы. В 1967 году город Лермонтовский был переименован в Лермонтов.
В 1970 году были образованы Грачёвский, Кировский, Курсавский, Труновский и Туркменский районы. В 1972 году были образованы Новоселицкий и Степновский районы. В 1973 году город Прикумск был переименован в Будённовск, а Прикумский район в Будённовский.
В 1984 году Курсавский район был переименован в Андроповский.
В 1991 году из состава Ставропольского края вышла Карачаево-Черкесская АО и край стал включать 26 районов (Александровский, Андроповский, Апанасенковский, Арзгирский, Благодарненский, Будённовский, Георгиевский, Грачёвский, Изобильненский, Ипатовский, Кировский, Кочубеевский, Красногвардейский, Курский, Левокумский, Минераловодский, Нефтекумский, Новоалександровский, Новоселицкий, Петровский, Предгорный, Советский, Степновский, Труновский, Туркменский, Шпаковский) и 10 городов краевого подчинения (Ставрополь, Будённовск, Георгиевск, Ессентуки, Железноводск, Кисловодск, Лермонтов, Минеральные Воды, Невинномысск, Пятигорск).